# Plagna
Plagna, Plagnac o Planiak (in croato: Planjak) è un isolotto disabitato della Dalmazia meridionale, in Croazia che fa parte dell'arcipelago di Curzola (Korčulansko otočje). Amministrativamente appartiene al comune della città di Curzola, nella regione raguseo-narentana.

## Geografia
Plagna è situato circa 650 m a est dell'isola di Curzola e 180 m a sud di Badia. Assieme a Badia e a Petrara racchiude il tratto di mare chiamato Porto Badia (kanal Ježevica), mentre a est si affaccia sul canale di Sabbioncello. L'isolotto ha una superficie di 0,232 km², uno sviluppo costiero di 1,97 km, la sua altezza è di 51,9 m.
A nord e a ovest di Plagna, nel Porto Badia, sono presenti diversi scogli, i maggiori sono:
- scoglio Berretta[11] o Beretta[9] (Baretica), 130 m[2] a nord-est, con un'area di 2259 m²[10] 42°56′52″N 17°09′45″E.
- secca Oplovita[7] o Oplovis[9], rocce affioranti a ovest di Plagna indicate da una colonnetta 42°56′37.6″N 17°09′47.84″E..
- Camegnago[6], Carmignago[12], Carmignac[7], Carmignach[8] o Kamegnak[9] (Kamenjak), isolotto con un'area di 0,021 km²[1] e la costa lunga 0,55 m[1], situato 230 m circa a sud-ovest 42°56′30″N 17°09′48″E.

### Cartografia
- (HR) Mappa topografica della Croazia 1:25000, su preglednik.arkod.hr. URL consultato il 16 febbraio 2017.
- Carta di cabottaggio del mare Adriatico, foglio XI, Milano, Istituto geografico militare, 1822-1824. URL consultato il 16 febbraio 2017 (archiviato dall'url originale il 17 dicembre 2021).
- G. Giani, Carta prospettiva delle Comuni censuarie della Dalmazia, foglio 11, 1839.[1]